# 파시키비-케코넨 원칙

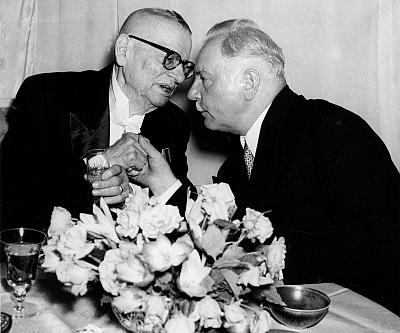
유호 쿠스티 파시키비와 클리멘트 보로실로프.

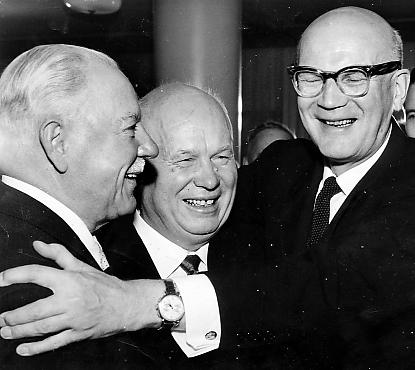
클리멘트 보로실로프, 니키타 흐루쇼프, 우르호 케코넨.

파시키비-케코넨 원칙(Paasikivi-Kekkonen doctrine)은 핀란드의 대통령 유호 쿠스티 파시키비가 시작하여 그 후임 대통령 우르호 케코넨에 의해 지속된 외교 원칙이다. 소련과 국경선을 접하는 핀란드가 독립국으로서 주권, 민주주의, 자본주의를 온존하면서 생존하기 위해 소련에게 굽혀주는 유화 정책을 취하는 것이 골자다.
1946년에서 1956년까지 대통령에 재임한 파시키비는 핀란드의 전후 외교 정책을 중립국으로 설계했고, 1956년에서 1981년까지 대통령에 재임한 케코넨은 이것을 발전시켜 "수동적 중립"이 아닌 "능동적 중립"을 취했다.

## 배경
1947년 2월 조인된 파리 평화조약에서 핀란드와 소련은 모스크바 평화 조약에서 결정된 바에 다음과 같은 사항을 추가했다.
- 핀란드 방위군의 군비 제한.
- 페차모 등 핀란드의 북극 연안 지역의 소련으로의 할양.
- 헬싱키 근교 포르칼라 반도를 소련이 50년간 해군기지로 조차.
- 핀란드 영토에 대한 소련의 자유로운 통과 접근권 보장.
- 핀란드는 소련에게 전쟁배상금 3억 황금 달러(1952년 물가로 5억 7,000만 미국 달러) 지불.

## 현실화
핀란드는 1948년 4월 소련과 우호협조상호원조협약을 맺었다. 이 조약에 의해 핀란드는 "독일 또는 그 동맹"(즉 NATO)이 핀란드를 경유하여 핀란드 또는 소련을 공격할 때 소련과 함께 방어전에 나설 의무가 있게 되었다. 또한 동시에 이 협약은 핀란드의 강대국간 분쟁에서 벗어나고자 하는 의지를 확인해 주었다. 1955년 20년 짜리로 협약이 갱신되었고, 1970년과 1983년에도 마찬가지로 갱신되었다. 이 협약에 의해 핀란드는 다당제 의회민주주의를 보존하고 동구권에 가입하지 않는 등 대내정치적 독립을 보장받았다. 하지만 동시에 NATO를 비롯한 서방권에 가맹하지 못하는 것은 물론, 다른 대외정책도 종종 소련에 의한 제한을 받았다.

## 비판
당대 핀란드인들은 파시키비-케코넨 원칙이 우호적 관계의 "전례"가 되는 경향을 비판하곤 했다. 양국은 모두 군사적으로 준비되어 있었지만 교역은 쌍변무역의 형태로 활발했다. 또한 이 외교원칙이 케코넨 대통령 개인과 심하게 연결되어 있었다는 점도 비판 대상이었다. 케코넨은 자신이 "소련과의 관계를 담보할 수 있는" 존재임을 이용해 정치적 반대자들을 제압했다. 정치적 자유는 그렇게 억압적으로 제한당하지는 않았지만, 표현의 자유 면에서는 반소적인 내용이 노골적인 작품들(e.g. 1962년 영화 맨츄리안 켄디데이트)에 전면적인 검열이 가해졌다.
보다 후기에 이루어진 비판으로는 다음과 같은 것들이 있다. 주로 핀란드가 아무리 노력을 해도 소련은 핀란드의 의사를 제대로 존중할 의사가 없었다는 요지에서 이루어지는 비판들이다.
- 소련은 핀란드를 중립국이라고 여기지 않았고, "중립하려고 노력하는 국가"라고 여겼다. 케코넨은 소련이 핀란드의 대내정치에 개입하는 것은 성공적으로 차단했지만, 소련의 체코슬로바키아 침공 같은 국제 문제에 있어서는 애매하거나 친소적인 입장을 취해야 했다. 1977년 소련 여객기 하이잭 사건은 이것을 더욱 예증한다. 이 사건에서 소련 대사가 핀란드 내각을 휘저으며 과도한 영향력을 발휘한 것은 핀란드의 소련 개입 차단에 문제가 있었음을 보여준다.[3] 케코넨은 정상적인 외교 라인 대신 KGB 주재관을 통해 소련과 대화했다. 하지만 소련은 케코넨을 통하지 않아도 핀란드 정치에 다양한 방식으로 개입할 수 있었다. 소련의 지원금을 받는 핀란드 공산당이 그런 개입 경로들 중 하나였고,[4] 다른 정당들 안에도 친소파 파벌들을 두어 그들과 접촉했다. 중앙당의 케코넨 지지파인 K계파도 중앙당 당내 친소파였다고 할 수 있다.
- 소련은 전쟁이 날 경우 언제라도 헬싱키로 들이닥칠 수 있도록 에스토니아 탈린에 별개의 부대를 주둔시키고 있었다. 이 핀란드 침공 계획은 언제나 개정을 거듭해 최신 상태로 유지되었으며, 이 핀란드 침공용 부대는 1991년 에스토니아가 독립을 한 뒤에야 사라졌다.
- 파시키비-케코넨 외교 정책은 서방권에 대해서는 거의 배려를 하지 못했다. 서방권의 외교 및 군사 인사들은 이 정책을 아예 알지 못하거나, 알았을 경우 시작부터 실패한 정책이었다고 평가했다. 이런 견지에서 서방권은 핀란드가 소련의 침공에 제대로 저항하지 못할 것을 대비해 핀란드를 표적으로 한 핵무기를 장전시켜 두고 있었다.
- 서방권 정보 기관들도 핀란드에서 공작을 했다. 미국 중앙정보국(CIA)는 핀란드 사회민주당 당내 우파의 반소주의를 금전적으로 지원했다. 또한 군사정보적 협력도 이루어졌는데, 핀란드는 서방권이 소련의 레이더망을 정찰하기 위한 SIGINT 비행을 하는 것을 허용했고, 소련의 핵실험으로 인해 발생하는 지진파 자료를 서방권에 제공했다.

## 청산
1990년에서 1991년 사이 소련이 망조가 들고 결국 붕괴하는 정국에서 핀란드는 조심스러운 입장을 취했다. 핀란드는 1947년과 1948년 조약들에서 가해진 제한사항들 중 핵무기 보유 금지 조항을 제외한 다른 사항들을 모두 일방적으로 폐지하고, 노르딕 국가들과 더불어 미하일 고르바초프 반대 쿠데타에 우려를 표시했다. 그리고 발트 3국의 독립을 비공식적으로 지지했다. 하지만 동시에 핀란드는 소련-핀란드 상호원조조약을 일반 협력교역 조약으로 대체하면서, 러시아와 동등한 관계가 되면서도 우호는 유지하려고 했다. 현재 핀란드는 러시아로 통하는 교역로로서 자신들의 가치를 홍보하고 있다. 또 러시아에게 제2차 세계 대전 이후 핀란드가 잃었던 영토의 반환을 요구하지 않을 것임도 확실히 하면서(일부 동의하지 않는 국민들도 있으나), 양국의 우호적 관계의 중요성을 재확인하고 있다.

## 같이 보기
- 핀란드화
- 밤서리 위기
- 핀란드의 정치